# Erannis marmorinaria
Erannis marmorinaria är en fjärilsart som beskrevs av Eugen Johann Christoph Esper 1795. Erannis marmorinaria ingår i släktet Erannis och familjen mätare. Inga underarter finns listade i Catalogue of Life.